# Antonio Romagnino
Antonio Romagnino (Cagliari, 25 novembre 1917 – Cagliari, 11 novembre 2011) è stato uno scrittore e giornalista italiano.
Ha concentrato la sua attività nello studio e nella salvaguardia della cultura e delle tradizioni sarde, in special modo di quelle della sua città, Cagliari.

## Biografia
Nato a Cagliari nel 1917, nel quartiere storico di Castello, studiò al Liceo Dettori con Gianni Agus, si laureò in lettere nel 1939 e in scienze politiche due anni più tardi. In questo periodo cominciò a collaborare a diverse riviste nazionali, quali Sud Est. Prese parte attivamente alla seconda guerra mondiale, combattendo in Africa settentrionale e partecipando alla campagna di Russia. Fatto prigioniero, fu deportato negli Stati Uniti. Sulla sua esperienza di prigioniero di guerra scrisse anche il libro Diario americano. Prisoner of war (1943-1945).
Nel 1945 cominciò la sua carriera di professore di lettere negli istituti superiori di Cagliari. Successivamente scrisse per L'Unione Sarda, l'Almanacco di Cagliari e altre riviste sia letterarie che no. Ha fondato la sezione sarda di Italia Nostra, per la quale associazione è stato consigliere nazionale e presidente regionale. Di idee liberali, si candidò come indipendente del Partito Comunista Italiano alle elezioni regionali. Dopo la morte di Nicola Valle divenne presidente dell'Associazione Amici del libro. Nel 1996 ha ricevuto il Premio Dessì Speciale della Giuria. È morto a Cagliari l'11 novembre 2011 all'età di quasi 94 anni.

## Opere principali
- La mano sul mento. Racconti, memorie, pensieri, Edizioni della Torre, 2001
- Diario americano. Prisoner of war (1943-1945), Edizioni della Torre, 2003[4]
- Preferisco il rumore del mare, Cuec, 2005
- Cagliari di una volta, Zonza, 2005